# Afrika-Cup der Frauen 2025/Qualifikation
Die Qualifikation zum Afrika-Cup der Frauen 2025 fand vom 20. September bis zum 5. Dezember 2023 statt. Es nahmen abzüglich des Gastgebers Marokko 42 der insgesamt 54 Mitgliedsverbände der CAF teil, die auch FIFA-Mitglieder sind. Die Endrunde wurde wie seit 2022 üblich mit zwölf Mannschaften ausgetragen.

## Modus
Die Qualifikation wurde in zwei Runden im K.-o.-System mit Hin- und Rückspiel ausgetragen. Die gesetzten Mannschaften Sambias und Südafrikas erhielten für erste Runde ein Freilos, da sie die beiden zum Zeitpunkt der Auslosung in der FIFA-Weltrangliste am höchsten eingestuften Nationen waren. Die Auswahl Marokkos war als Gastgeber automatisch qualifiziert.
Die Auslosung fand am 6. Juli 2023 statt. Für die erste Runde wurden die Mannschaften in drei Töpfe gemäß der FIFA-Weltrangliste absteigend eingeteilt. Dabei umfassten die Töpfe eins und zwei jeweils neun Mannschaften, der Topf drei die restlichen Teams. Bei der Auslosung wurden die Mannschaften aus den ersten beiden Töpfen Mannschaften aus Topf drei zugelost. Die restlichen vier Teams aus Topf drei wurden anschließend gegeneinander gelost. Die 20 Sieger der ersten Runde sowie die zwei Mannschaften mit Freilos ermittelten in der zweiten Runde die elf Qualifikanten für den Afrika-Cup der Frauen 2025.
Nicht gemeldet wurden Eritrea, die Komoren, Lesotho, Madagaskar, Malawi, Mauretanien, die Seychellen, Sierra Leone, Simbabwe und der Tschad.

## Erste Runde
Die Hinspiele wurden vom 20. bis zum 22. September und die Rückspiele vom 24. bis zum 26. September 2023 ausgetragen.
|                              | Gesamt          |                       | Hinspiel  | Rückspiel |
| ---------------------------- | --------------- | --------------------- | --------- | --------- |
| Senegal                      | 3:2             | Mosambik              | 1:1 (0:0) | 2:1 (1:1) |
| Ägypten                      | 8:0             | Südsudan              | 4:0 (3:0) | 4:0 (3:0) |
| Zentralafrikanische Republik | 01:10           | Mali                  | 1:7 (1:5) | 0:3 (0:2) |
| Guinea                       | 11:00           | Mauritius             | 8:0 (2:0) | 3:0 (3:0) |
| Nigeria                      | w/o 1           | São Tomé und Príncipe | —         | —         |
| Kap Verde                    | 6:2             | Liberia               | 3:0 (1:0) | 3:2 (3:1) |
| Uganda                       | 2:3             | Algerien              | 1:2 (0:0) | 1:1 (0:1) |
| Burundi                      | 2:2 (5:3 i. E.) | Äthiopien             | 1:1 (0:1) | 1:1 (0:1) |
| Äquatorialguinea             | w/o 1           | Libyen                | —         | —         |
| DR Kongo                     | 4:2             | Benin                 | 2:1 (1:1) | 2:1 (2:1) |
| Elfenbeinküste               | 2:2 (2:4 i. E.) | Tansania              | 2:0 (0:0) | 0:2 (0:0) |
| Dschibuti                    | 00:13           | Togo                  | 0:7 (0:3) | 0:6 (0:4) |
| Ruanda                       | 00:12           | Ghana                 | 0:7 (0:3) | 0:5 (0:4) |
| Gambia                       | 2:5             | Namibia               | 2:3 (1:2) | 0:2 (0:2) |
| Kamerun                      | 1:1 (3:4 i. E.) | Kenia                 | 1:0 (1:0) | 0:1 (0:0) |
| Gabun                        | 01:10           | Botswana              | 1:4 (0:0) | 0:6 (0:5) |
| Tunesien                     | 12:10           | Niger                 | 7:0 (2:0) | 5:1 (3:0) |
| Guinea-Bissau                | 0:3             | Republik Kongo        | 0:1 (0:0) | 0:2 (0:0) |
| Angola                       | w/o 1           | Sudan                 | —         | —         |
| Eswatini                     | 2:6             | Burkina Faso          | 2:3 (0:3) | 0:3 (0:2) |

Anmerkung

## Zweite Runde
Die Hinspiele wurden vom 29. November bis zum 1. Dezember und die Rückspiele am 4. und 5. Dezember 2023 ausgetragen.
|                  | Gesamt |                | Hinspiel  | Rückspiel |
| ---------------- | ------ | -------------- | --------- | --------- |
| Senegal          | 4:0    | Ägypten        | 4:0 (2:0) | 0:0       |
| Mali             | 10:20  | Guinea         | 7:2 (4:1) | 3:0 (1:0) |
| Nigeria          | 7:1    | Kap Verde      | 5:0 (3:0) | 2:1 (0:1) |
| Algerien         | 6:1    | Burundi        | 5:1 (2:1) | 1:0 (1:0) |
| Äquatorialguinea | 2:3    | DR Kongo       | 1:1 (1:0) | 1:2 (1:0) |
| Tansania         | 3:1    | Togo           | 3:0 (1:0) | 0:1 (0:0) |
| Ghana            | 3:2    | Namibia        | 3:1 (2:0) | 0:1 (0:1) |
| Kenia            | 1:2    | Botswana       | 1:1 (1:1) | 0:1 (0:0) |
| Tunesien         | 6:3    | Republik Kongo | 5:2 (3:0) | 1:1 (0:1) |
| Angola           | 00:12  | Sambia         | 0:6 (0:3) | 0:6 (0:2) |
| Burkina Faso     | 1:3    | Südafrika      | 1:1 (0:0) | 0:2 (0:0) |